# Бундало, Александар
Александар Бундало (серб. Александар Бундало / Aleksandar Bundalo; 28 сентября 1989, Рума) — сербский легкоатлет и бобслеист-разгоняющий. Выступает за сборную Сербии по бобслею начиная с 2014 года, участник зимних Олимпийских игр в Сочи, участник первенств Европы и мира, победитель и призёр соревнований национального значения. Член городского совета Румы.

## Биография
Александар Бундало родился 28 сентября 1989 года в городе Рума автономного края Воеводина, Югославия. С детства активно занимался лёгкой атлетикой в местном клубе, c 2007 года выступал на крупных соревнованиях национального и международного значения, в частности становился чемпионом Сербии в прыжках в длину (2013) и в тройных прыжках (2010, 2011). Личный рекорд в прыжке в длину — 7,66 метра, установлен в 2013 году на турнире в Сремска-Митровице, в тройном прыжке — 15,19 метра, установлен в сезоне 2007 года в Крагуеваце. Рекорд в стометровке установил в 2011 году на соревнованиях в Сенте, преодолев дистанцию за 11,25 секунды.
Не имея значительных успехов в лёгкой атлетике, в 2014 году Бундало решил попробовать себя в качестве разгоняющего в бобслее и приступил к тренировкам под руководством тренера Бориса Радженовича. Уже в дебютном сезоне вошёл в основной состав сербской национальной сборной и благодаря череде удачных выступлений удостоился права защищать честь страны на зимних Олимпийских играх в Сочи. Стартовал здесь в зачёте двухместных экипажей вместе с опытным пилотом Вуком Радженовичем, для которого эта Олимпиада была уже третьей по счёту — по итогам двух попыток они занимали предпоследнее 29 место, опередив только экзотическую сборную Ямайки, но на третью попытку не вышли из-за травмы ноги Александара Бундало.
После сочинской Олимпиады Бундало остался в основном составе бобслейной команды Сербии и продолжил принимать участие в крупнейших международных соревнованиях. Так, в 2015 году он побывал на чемпионате мира в немецком Винтерберге, где занял тридцатое место в двойках и двадцать третье место в четвёрках, при этом его партнёрами были Вук Радженович, Пётр Джурич и Александар Краишник.